# Ti amo però/È l'amore
Ti amo però/È l'amore è un singolo di Riccardo Fogli, pubblicato nel 1980 come estratto dall'album in studio Alla fine di un lavoro.

## Tracce
- Lato A

1. Ti amo però – 3:47

- Lato B

1. È l'amore – 3:29 (Salvatore Fabrizio, Riccardo Fogli, Guido Morra)